# Domanjševci
Domanjševci (madžarsko Domonkosfa) je naselje s pretežno madžarskim prebivalstvom v Sloveniji v Občini Šalovci. Kraj je opredeljen kot območje, kjer avtohtono živijo pripadniki madžarske narodne skupnosti in kjer je poleg slovenščine uradni jezik tudi madžarščina.

## Etimologija
Iz zgodovinskih zapisov Domonkusolz (leta 1431) in Domonkosfa (1758) je razvidno, da izhaja krajevno ime iz osebnega imena Dominik, madžarsko Domonkos. Oblika Muncu (izg. Monko) je skrajšana oblika imena Domonko. Tudi zemljepisna lega priča, da je krajevno ime Muncu identično z današnjimi Domanjševci.

## Zgodovina
Naselje je bilo pred turškimi vpadi pretežno na t. i. »starem vreju«. Ustno izročilo pravi, da so Domanjševci v davni preteklosti bili pomembna vas. Kot »Mincu«, pozneje »Domonkusolcz«, se omenjajo še leta 1208. V »starem vreju« je bil velik samostan dominikancev, poleg samostana je bila cerkev in znana latinska šola - gimnazija, ki so jo obiskovali predvsem otroci premožnejših staršev od blizu in daleč. Cerkev, samostan in šolo so Turki do tal požgali.

## Geografija
Domanjševci so strnjeno, okoli 2,5 km dolgo obcestno naselje v dolini potoka Mala Krka na severovzhodnem robu Goričkega. Ležijo na nadmorski višini med 240 in 270 m. Statistično območje naselja obsega 11,58 km². V Domanjševcih živi okoli 300 prebivalcev, večina madžarske narodnosti, 90% je evangeličanov. 
Okoli vasi je več njiv in sadovnjakov, na slemenu in mokri dolini pa travniki. Na najvišjih slemenih je gozd pretežno bukve in bora. Od divjih živali je precej fazanov in srnjadi. Nekaj kmetij se ukvarja z živinorejo, nekaj je čebelarjev.

## Opis
V naselju sta Evangeličanska cerkev, ki je tudi središče cerkvene občine in je bila v današnji podobi zgrajena med letoma 1901 in 1902 v neoromanskem slogu po načrtu arhitekta Alojza Klerberja, in pokopališka cerkev sv. Martina (prvotno verjetno sv. Venceslava) prvič omenjena 1208 leta, sicer pa nastala v letih 1230-1240. Cerkev je bila leta 1872 povišana in predelana (izviren je ostal južni portal s tremi pari stebričev z rastlinskimi in živalskimi kapiteli ter reliefom leva s križem v timpanonu), med letoma 1971 in 1974 pa so jo restavrirali in notranjosti vrnili prvotno podobo. Opečna cerkev ima pravokotno ladjo z zahodnim zvonikom ter nižjo apsido. Edini vhod v cerkev je na južni strani.
V naselju je ohranjen delno lesen, delno zidan Žlebičev mlin z začetka 20. stoletja, ki ima ohranjen mlinski kamen, vodno kolo in mehanizem.
V vasi je do leta 1833 deloval evangeličanski ljudski učitelj in pesnik Štefan Sijarto.

## Prireditve
- 1960 - Borovo gostüvanje.